# Norman Bassette
Norman Jaquy Bassette Van Acker, noto semplicemente come Norman Bassette (Arlon, 9 novembre 2004), è un calciatore belga, attaccante del Coventry City e della nazionale belga.

## Carriera

### Club
Bassette è cresciuto nei settori giovanili di Charleroi, Eupen e Caen, club con cui dopo aver giocato anche nella squadra riserve (26 presenze e 10 reti) ha fatto il suo esordio in prima squadra l'11 settembre 2021 nell'incontro di Ligue 2 perso 2-1 contro il Pau. Il 22 febbraio dell'anno successivo ha firmato il suo primo contratto professionistico valido fino al 2025 ed il 18 febbraio 2023 ha segnato il suo primo gol decidendo al 94' la sfida casalinga vinta 2-1 contro il Grenoble.
Il 1º settembre 2023 è stato ceduto in prestito al Malines in Pro League. Con i giallorossi ha giocato complessivamente 23 incontri ed ha messo a segno 5 reti considerando campionato e coppa nazionale. Il 21 agosto 2024 è stato acquistato a titolo definitivo dal Coventry City, club della seconda divisione inglese.

### Nazionale
Ha giocato con le nazionali giovanili belghe Under-18, Under-19 ed Under-20.
Il 16 novembre 2024 ha ricevuto la prima convocazione della nazionale maggiore belga in vista dell'incontro di UEFA Nations League in programma due giorni dopo contro Israele, dove ha fatto il suo esordio entrando in campo nei minuti di recupero del secondo tempo.

## Statiatiche

### Presenze e reti nei club
Statistiche aggiornate al 17 novembre 2024
| Stagione        | Squadra         | Campionato      | Campionato | Campionato | Coppe nazionali | Coppe nazionali | Coppe nazionali | Coppe continentali | Coppe continentali | Coppe continentali | Altre coppe | Altre coppe | Altre coppe | Totale | Totale | Totale |
| Stagione        | Squadra         | Comp            | Pres       | Reti       | Comp            | Pres            | Reti            | Comp               | Pres               | Reti               | Comp        | Pres        | Reti        | Pres   | Reti   |        |
| --------------- | --------------- | --------------- | ---------- | ---------- | --------------- | --------------- | --------------- | ------------------ | ------------------ | ------------------ | ----------- | ----------- | ----------- | ------ | ------ | ------ |
| 2021-2022       | Caen 2          | N2              | 17         | 5          | -               | -               | -               | -                  | -                  | -                  | -           | -           | -           | 17     | 5      |        |
| 2022-2023       | Caen 2          | N3              | 9          | 5          | -               | -               | -               | -                  | -                  | -                  | -           | -           | -           | 9      | 5      |        |
| Totale Caen 2   | Totale Caen 2   | Totale Caen 2   | 26         | 10         |                 | -               | -               |                    | -                  | -                  |             | -           | -           | 26     | 10     |        |
| 2021-2022       | Caen            | L2              | 1          | 0          | CF              | 0               | 0               | -                  | -                  | -                  | -           | -           | -           | 1      | 0      |        |
| 2022-2023       | Caen            | L2              | 12         | 1          | CF              | 1               | 0               | -                  | -                  | -                  | -           | -           | -           | 13     | 1      |        |
| Totale Caen     | Totale Caen     | Totale Caen     | 13         | 1          |                 | 1               | 0               |                    | -                  | -                  |             | -           | -           | 14     | 1      |        |
| 2023-2024       | Malines         | D1              | 22         | 5          | CB              | 1               | 0               | -                  | -                  | -                  | -           | -           | -           | 23     | 5      |        |
| 2024-2025       | Coventry City   | FLC             | 6          | 0          | FACup+CdL       | 0+2             | 0               | -                  | -                  | -                  | -           | -           | -           | 8      | 0      |        |
| Totale carriera | Totale carriera | Totale carriera | 68         | 16         |                 | 4               | 0               |                    | -                  | -                  |             | -           | -           | 72     | 16     |        |

### Cronologia presenze e reti in nazionale
| Cronologia completa delle presenze e delle reti in nazionale ― Belgio | Cronologia completa delle presenze e delle reti in nazionale ― Belgio | Cronologia completa delle presenze e delle reti in nazionale ― Belgio | Cronologia completa delle presenze e delle reti in nazionale ― Belgio | Cronologia completa delle presenze e delle reti in nazionale ― Belgio | Cronologia completa delle presenze e delle reti in nazionale ― Belgio | Cronologia completa delle presenze e delle reti in nazionale ― Belgio | Cronologia completa delle presenze e delle reti in nazionale ― Belgio |
| Data                                                                  | Città                                                                 | In casa                                                               | Risultato                                                             | Ospiti                                                                | Competizione                                                          | Reti                                                                  | Note                                                                  |
| --------------------------------------------------------------------- | --------------------------------------------------------------------- | --------------------------------------------------------------------- | --------------------------------------------------------------------- | --------------------------------------------------------------------- | --------------------------------------------------------------------- | --------------------------------------------------------------------- | --------------------------------------------------------------------- |
| 17-11-2024                                                            | Budapest                                                              | Israele                                                               | 1 – 0                                                                 | Belgio                                                                | UEFA Nations League 2024-2025 - 1º turno                              | -                                                                     | 90+3’                                                                 |
| Totale                                                                |                                                                       | Presenze                                                              | 1                                                                     |                                                                       | Reti                                                                  | 0                                                                     |                                                                       |